# Scott Cunningham
Scott Douglas Cunningham (* 27. Juni 1956 in Royal Oak (Michigan); † 28. März 1993) war ein US-amerikanischer Paganist. Er war Autor von mehreren populären Büchern über Wicca und verschiedene andere alternativ religiöse Themen. Heute steht der Name Cunningham gleichbedeutend für natürliche Zauberei und magische Gemeinschaft. Er gilt als einer der einflussreichsten und revolutionären Autoren im Bereich der natürlichen Zauberei.

## Biografie
Scott Cunningham ist der zweite Sohn von Chester Grant und Rose Marie Wilhoit Cunningham. Die Familie Cunningham zog im Herbst 1959 nach San Diego, Kalifornien. Abgesehen von vielen Reisen nach Hawaii lebte er bis zu seinem Tod in San Diego. Cunningham hatte einen älteren Bruder, Greg, und eine jüngere Schwester, Christine.
Während seiner High-School-Zeit lernte er ein Mädchen kennen, das sich in okkulten Kreisen und Hexen-Coven bewegte. Diese Klassenkameradin führte ihn in Wicca ein und lehrte ihn das spirituelle Wiccan. Er wurde in verschiedene eklektische Coven eingeführt und initiiert.
Er studierte ab 1978 an der San Diego State University Literatur. Nach zwei Jahren hatte er mehr Arbeiten veröffentlicht als die meisten seiner Professoren und verließ vorzeitig die Universität, um sich ganz der Schriftstellerei zu widmen.
1983 wurde bei Scott Cunningham ein Lymphom diagnostiziert. Im Verlauf der Jahre verschlechterte sich seine Gesundheit zusehend und seit 1990 litt er zunehmend an mehreren Infektionen, verursacht durch eine HIV-Erkrankung. 1993 verstarb er mit 36 Jahren.

## Neo-Paganismus
Der religiöse Glaube von Cunningham war einfach und leicht zu verstehen. Er hat eine ziemlich grundlegende Auslegung von Hexerei praktiziert, oft alleine, obwohl er in seiner Buchserie für einsam Praktizierende beschreibt, wie er auch mit Freunden und Lehrern gemeinsam praktizierte. Obwohl sein Glauben recht simpel war, hat er sehr detailliert und gründlich die Religion beschrieben. Cunningham hat die Rituale ausgiebig geübt und sich vergewissert, dass in seinen Büchern seine Erklärungen kurz und verständlich waren. Dies veranschaulichte auch seine Überzeugung, dass die Religion eine zutiefst persönliche und sehr individuelle Angelegenheit ist. In Wicca: A Guide for the Solitary Practitioner, Cunninghams erfolgreichstem Buch, schrieb er: „Lerne durch Handeln und die Göttin und der Gott werden dich mit allem segnen, was du wirklich brauchst.“
Er glaubte auch, dass Wicca als bislang geheime Religion für Anfänger mehr Offenheit und Akzeptanz zeigen sollte. Im gleichen Buch hat er geschrieben: „Wicca war bis zum vergangenen Jahrzehnt eine geschlossene Religion, nun ist sie das nicht mehr. Die inneren Komponenten von Wicca stehen jedem offen, der lesen kann und den passenden Verstand hat, die Materie zu verstehen. Die einzigen Geheimnisse von Wicca sind die einzelnen Ritualformen, die Zaubersprüche, die Namen der Gottheiten und so weiter.“
Es wird berichtet, dass Cunningham 1980 bei Raven Grimassi, einem anderen populären neopaganen Autor, dessen Tradition studierte. Grimassi bestätigt, dass Cunningham in den drei Jahren, in denen er ihn unterwies, in den ersten Grad seiner Tradition initiiert wurde.

## Bibliografie
- 1980 – Shadow of Love (fiction)
- 1982 – Magical Herbalism: The Secret of the Wise (ISBN 0-87542-120-2)
- 1983 – Earth Power: Techniques of Natural Magic (ISBN 0-87542-121-0)
- 1985 – Cunningham's Encyclopedia of Magical Herbs (ISBN 0-87542-122-9)
- 1987 – The Magical Household (ISBN 0-87542-124-5)
- 1987 – Cunningham's Encyclopedia of Crystal, Gem, and Metal Magic (ISBN 0-87542-126-1)
- 1988 – The Truth About Witchcraft Today (ISBN 0-87542-127-X)
- 1988 – Wicca: A Guide for the Solitary Practitioner (ISBN 0-87542-118-0)
- 1989 – The Complete Book of Incense, Oils & Brews (ISBN 0-87542-128-8)
- 1989 – Magical Aromatherapy: The Power of Scent (ISBN 0-87542-129-6)
- 1990 – Magie in der Küche, Smaragd-Verlag, Neuwied
- 1991 – Earth, Air, Fire, and Water: More Techniques of Natural Magic (ISBN 0-87542-131-8)
- 1993 – Cunningham's Encyclopedia of Wicca in the Kitchen (ISBN 0-7387-0226-9)
- 1993 – Divination For Beginners (ISBN 0-7387-0384-2)
- 1993 – Living Wicca: A Further Guide for the Solitary Practitioner (ISBN 0-87542-184-9)
- 1993 – Spell Crafts: Creating Magical Objects (ISBN 0-87542-185-7)
- 1993 – The Truth About Herb Magic (ISBN 0-87542-132-6)
- 1994 – The Truth About Witchcraft (ISBN 0-87542-357-4)
- 1995 – Hawaiian Magic and Spirituality (ISBN 1-56718-199-6). Deutsch: Mana. Magie und Spiritualität auf Hawaii. O.W.Barth Verlag, München 1996. Übersetzt von Manfred Miethe. (ISBN 3-502-65114-0)
- 1997 – Pocket Guide to Fortune Telling (ISBN 0-89594-875-3)
- 1999 – Dreaming the Divine: Techniques for Sacred Sleep (ISBN 1-56718-192-9)
- 2001 – Wicca Ullstein-Taschenbuchverlag, deutsche Erstausgabe
- 2001 – Das große Buch von Weihrauch, Aromaölen und magischen Rezepturen, Goldmann, München, deutsche Erstausgabe
- 2003 – Art of Divination (ISBN 0-7387-0384-2)
- 2004 – Handbuch der Natur- und Elementarmagie (ISBN 3-935581-46-7)
- 2005 – Handbuch der Natur- und Elementarmagie (ISBN 3-935581-55-6)
- 2006 – Wicca-Praxis (ISBN 3-548-74280-7)
- 2007 – Magie mit Kristallen, Edelsteinen und Metallen (ISBN 978-3-7787-7322-2)
- 2007 – Enzyklopädie der magischen Kräuter (ISBN 978-3-89767-503-2)
- Video Herb Magic (ISBN 0-87542-117-2)

## Referenzen
- Several of Scott's own books contain autobiographical text.
- Rosemary Ellen Guiley: The Encyclopedia of Witches & Witchcraft.
- Raven Grimassi: Encyclopedia of Wicca & Witchcraft.
- David Harrington: Whispers of the Moon: The Life and Work of Scott Cunningham, Philosopher-Magician, Modern-Day Pagan.